# Jadgar Muhammad
Jadgar Muhammad, pers. ادگار محمد, (ur. 1450 albo 1451 - zm. 21 sierpnia 1470) – efemeryczny władca z dynastii Timurydów, panujący w Heracie w lipcu i sierpniu 1470 roku.
Był synem Sultana Muhammada (1447–1452). Kiedy Dżahanszah (1438–1467) zdobył Herat w roku 1458 wycofując się z miasta zabrał go ze sobą do Azerbejdżanu. Po tym jak Uzun Hasan (1452–1478) w roku 1467 pokonał Dżahanszaha Jadgar Muhammad dostał się z kolei pod jego kuratelę. W roku 1469 Abu Sa’id (1451–1469) zaatakował Uzun Hasana, zaś ten osadził Jadgara Muhammada na tronie Azerbejdżanu, jako pretendenta do władzy nad państwem Timurydów. Kiedy Abu Sa’id dostał się w ręce Uzun Hasana ten wydał go Jadgarowi Muhammadowi, który 5 lutego 1469 roku zabił go w zemście za egzekucję jego prababki, Gouharszad. Następnie Jadgar Muhammad, wsparty silnym kontyngentem Ak Kojunlu, udał się na podbój Chorasanu, który postrzegał jako swoją dziedziczną własność. Udało mu się zająć Astarabad i opanować prowincję Gorgan jednak we wrześniu 1469 roku został pokonany nieopodal Meszhedu przez Husajna Bajkarę (1470–1506). Po tej porażce Jadgar Muhammad zażądał kolejnych posiłków od Uzun Hasana, po czym zajął Sabzewar. W marcu 1470 roku Husajn Bajkara odbił Sabzewar, jednak wkrótce potem do Jadgara Muhammada dotarły posiłki przyprowadzone przez syna Uzun Hasana, Sultana Chalila. Chorasańscy emirowie i żołnierze zaczęli opuszczać obóz Husajna Bajkary i przechodzić na stronę Jadgara Muhammada. W tej sytuacji Husajn Bajkara rozpoczął odwrót w kierunku Meszhedu, następnie zaś aż do rzeki Bartang. 5 lipca 1470 roku Jadgar Muhammad zajął Herat.
W proklamacji wydanej po zdobyciu miasta Jadgar Muhammad głosił, że władza nad Heratem przysługuje linii Szahrucha (1405–1447) (który był jego pradziadkiem) i po śmierci jego ojca i wuja Babura (1447–1457) została bezprawnie zagarnięta przez Abu Sa’ida (będącego potomkiem Miranszaha (1405–1408), a następnie Husajna Bajkarę (będącego potomkiem Umar Szajcha). Jadgar Muhammad nie był w stanie wynagrodzić turkmeńskich emirów, którzy zapewnili mu władzę, i szybko oddziały Ak Kojunlu zaczęły tyranizować ludność Heratu i jego okolic. Świadomy tego że Jadgar Muhammad traci poparcie w Heracie 21 sierpnia 1470 roku Husajn Bajkara przypuścił zaskakujący atak na miasto, wkraczając do niego w środku nocy. Jadgar Muhammad został zaskoczony we śnie i natychmiast stracony. W chwili śmierci miał mieć zaledwie 19 lat. Na wieść o jego egzekucji stacjonujące w Heracie oddziały Ak Kojunlu opuściły miasto.